# مولیک پانچولی
مولیک پانچولی (انگلیسی: Maulik Pancholy؛ زادهٔ ۱۸ ژانویهٔ ۱۹۷۴) هنرپیشه اهل ایالات متحده آمریکا است. وی از سال ۱۹۹۸ میلادی تاکنون مشغول فعالیت بوده‌است.
از فیلم‌ها یا برنامه‌های تلویزیونی که وی در آن نقش داشته‌است می‌توان به ۳۰ راک، ۲۷ دست لباس، و هیچ اشاره کرد.